# Munidopsis platirostris
Munidopsis platirostris är en kräftdjursart som först beskrevs av Alphonse Milne-Edwards och Eugène Louis Bouvier 1894.  Munidopsis platirostris ingår i släktet Munidopsis och familjen trollhumrar. Inga underarter finns listade i Catalogue of Life.